# Megaselia politifrons
Megaselia politifrons är en tvåvingeart som beskrevs av Charles Thomas Brues 1936. Megaselia politifrons ingår i släktet Megaselia och familjen puckelflugor. Inga underarter finns listade i Catalogue of Life.